# Еміліо Естевес
Еміліо Естевес (англ. Emilio Estevez; 12 травня 1962) — американський актор та режисер.

## Біографія
Еміліо Естевес народився 12 травня 1962 року в місті Нью-Йорк, США. Батько актор Мартін Шин, мати художниця Джанет Темплетон. Його брати — Рамон Естевес, Чарлі Шин і Рене Естевес. Еміліо жив у Верхньому Вестсайді Манхеттена, поки його родина не переїхала в Малібу у 1968 році. Разом з братом Чарлі і їхніми друзями з середньої школи, Шоном Пенном, Крісом Пенном, Чедом Лоу і Робом Лоу знімали короткометражні фільми на портативну кінокамеру. Перед закінченням середньої школи Санта-Моніки у 1980 році, у Естевеса вже була маленька роль посильного в «Апокаліпсисі сьогодні» (1979), яка зрештою була видалена з фільму.

## Кар'єра
Акторська кар'єра почалася у 1980 році. Грав у таких фільмах, як «Клуб «Сніданок»» (1985), «Вогні святого Ельма» (1985), «Стеження» (1987), «Чоловіки за роботою» (1990). Був відзначений глядацькою увагою у вестернах «Молоді стрільці» (1988) і «Молоді стрільці 2» (1990), грав у спортивній драмі «Могутні каченята» (1992), в пародійної комедії «Заряджена зброя 1» (1993) разом з Семюелем Л. Джексоном, виконав невелику роль у бойовику «Місія нездійсненна» (1996).

## Фільмографія

### Актор
| Рік       |    | Українська назва             | Оригінальна назва             | Роль                   |
| --------- | -- | ---------------------------- | ----------------------------- | ---------------------- |
| 1980—1981 | с  |                              | Insight                       | Стен / чоловік         |
| 1982      | с  |                              | Making the Grade              | Дуейн                  |
| 1982      | тф | Під опікою чужинців          | In the Custody of Strangers   | Денні Колдвелл         |
| 1982      | ф  | Текс                         | Tex                           | Джонні Коллінз         |
| 1983      | ф  | Ізгої                        | The Outsiders                 | Метьюз                 |
| 1983      | ф  | Кошмари                      | Nightmares                    | Джей-Джей Куні         |
| 1984      | ф  | Конфіскатор                  | Repo Man                      | Отто                   |
| 1985      | ф  | Клуб «Сніданок»              | The Breakfast Club            | Ендрю Кларк            |
| 1985      | ф  | Вогні святого Ельма          | St. Elmo's Fire               | Кірбі Когер            |
| 1985      | ф  | Це було тоді... Це є і зараз | That Was Then... This Is Now  | Марк Дженнінгс         |
| 1986      | ф  | Максимальне прискорення      | Maximum Overdrive             | Білл Робінсон          |
| 1986      | ф  | Віздом                       | Wisdom                        | Джон Віздом            |
| 1987      | ф  | Стеження                     | Stakeout                      | Білл Реймерс           |
| 1988      | ф  | Молоді стрільці              | Young Guns                    | Біллі Кід              |
| 1989      | тф | Спалах у темряві             | Nightbreaker                  | доктор Олександр Браун |
| 1989      | ф  | На вівторок не розраховуй    | Never on Tuesday              | водій евакуатора       |
| 1990      | ф  | Молоді стрільці 2            | Young Guns II                 | Біллі Кід              |
| 1990      | ф  | Чоловіки за роботою          | Men at Work                   | Джеймс Сент-Джеймс     |
| 1992      | ф  | Корпорація «Безсмертя»       | Freejack                      | Алекс Ферлонг          |
| 1992      | ф  | Могутні каченята             | The Mighty Ducks              | Гордон Бомбей          |
| 1993      | ф  | Заряджена зброя 1            | Loaded Weapon 1               | сержант Джек Кольт     |
| 1993      | ф  | Стеження 2                   | Another Stakeout              | Білл Реймерс           |
| 1993      | ф  | Ніч страшного суду           | Judgment Night                | Френк Вайатт           |
| 1994      | ф  | Могутні каченята 2           | D2: The Mighty Ducks          | Гордон Бомбей          |
| 1996      | ф  | Місія нездійсненна           | Mission: Impossible           | Джек Гармон            |
| 1996      | ф  | Війна у домі                 | The War at Home               | Джеремі Кольєр         |
| 1996      | ф  | Могутні каченята 3           | D3: The Mighty Ducks          | Гордон Бомбей          |
| 1997      | с  | Дивовижний світ Діснея       | The Wonderful World of Disney | Гордон Бомбей          |
| 1998      | тф | Долар за мерця               | Dollar for the Dead           | Ковбой                 |
| 1999      | тф | Вчора пізно ввечері          | Late Last Night               | Ден                    |
| 2000      | тф | Порнушка                     | Rated X                       | Джим Мітчелл           |
| 2000      | ф  | Пісок                        | Sand                          | Тріп                   |
| 2003      | с  | Західне крило                | The West Wing                 | Янг Джед Бартлет       |
| 2003      | мф | Місто чаклунів               | Los reyes magos               | Джиммі                 |
| 2005      | ф  | Бунт в Лос-Анжелесі          | The L.A. Riot Spectacular     | офіцер Пауелл          |
| 2006      | ф  | Боббі                        | Bobby                         | Тім Феллон             |
| 2006      | мф | Артур і мініпути             | Arthur et les Minimoys        | Ферріман               |
| 2008      | с  | Два з половиною чоловіки     | Two and a Half Men            | Енді                   |
| 2010      | ф  | Шлях                         | The Way                       | Деніел                 |
| 2012      | мф | Лист Дракулі                 | Dear Dracula                  | Мірроу                 |
| 2012      | мф | Різдвяна пригода             | Abominable Christmas          | містер Вінтерботтом    |

### Режисер, продюсер і сценарист
| Рік       |    | Українська назва             | Оригінальна назва            | Роль                         |
| --------- | -- | ---------------------------- | ---------------------------- | ---------------------------- |
| 1985      | ф  | Це було тоді... Це є і зараз | That Was Then... This Is Now | сценарист                    |
| 1986      | ф  | Віздом                       | Wisdom                       | режисер, сценарист           |
| 1990      | ф  | Чоловіки за роботою          | Men at Work                  | режисер, сценарист           |
| 1995      | ф  | Жартівники                   | The Jerky Boys               | продюсер                     |
| 1996      | ф  | Війна у домі                 | The War at Home              | режисер, продюсер            |
| 2000      | тф | Порнушка                     | Rated X                      | режисер                      |
| 2003—2004 | с  | Захисник                     | The Guardian                 | режисер                      |
| 2005      | ф  |                              | Culture Clash in AmeriCCa    | режисер                      |
| 2004—2005 | с  | Детектив Раш                 | Cold Case                    | режисер                      |
| 2005      | с  | Місце злочину: Нью-Йорк      | CSI: NY                      | режисер                      |
| 2005      | с  | Поряд з будинком             | Close to Home                | режисер                      |
| 2006      | ф  | Боббі                        | Bobby                        | режисер, сценарист           |
| 2008—2009 | с  | 4исла                        | Numb3rs                      | режисер                      |
| 2010      | ф  | Шлях                         | The Way                      | режисер, сценарист, продюсер |